# Эрнер, Инга
Инга Фердинанда Эрнер (норв. Inga Ferdinanda Ørner, также англ. Orner или Örner; 21 февраля 1876, Кристиания — 1963, Коронадо, США) — норвежская оперная и камерная певица (колоратурное сопрано).
С детских лет была близка к театру, в 11-летнем возрасте танцевала на сцене в кордебалете. Училась в Кристиании у Вильгельма Клоэда, затем в Париже у Яна Решке и в Италии у Чезаре Росси.
Согласно собственным воспоминаниям, в 1908 г. гастролировала в Италии, исполняя партию Джильды в опере Джузеппе Верди «Риголетто», и благодаря успеху гастролей получила приглашение в Метрополитен-опера. Однако уже в 1905 г. в США были изданы ноты популярной песни Дж. У. Браттона «Когда Америку захватят япошки» (англ. When America is captured by the Japs), со словами «Успешно спета Ингой Орнер» и небольшим портретом Эрнер на обложке под ногами у стилизованного дяди Сэма, наряженного в кимоно из американского флага и играющего на сямисэне. Согласно базе данных Метрополитен-опера, дебютировала на нью-йоркской сцене 1 ноября 1906 года, а затем регулярно пела в составе труппы в 1910—1912 гг., главным образом маленькие партии (пажей в «Лоэнгрине» и «Тангейзере» Рихарда Вагнера, Россвейсу в его же «Валькирии»).

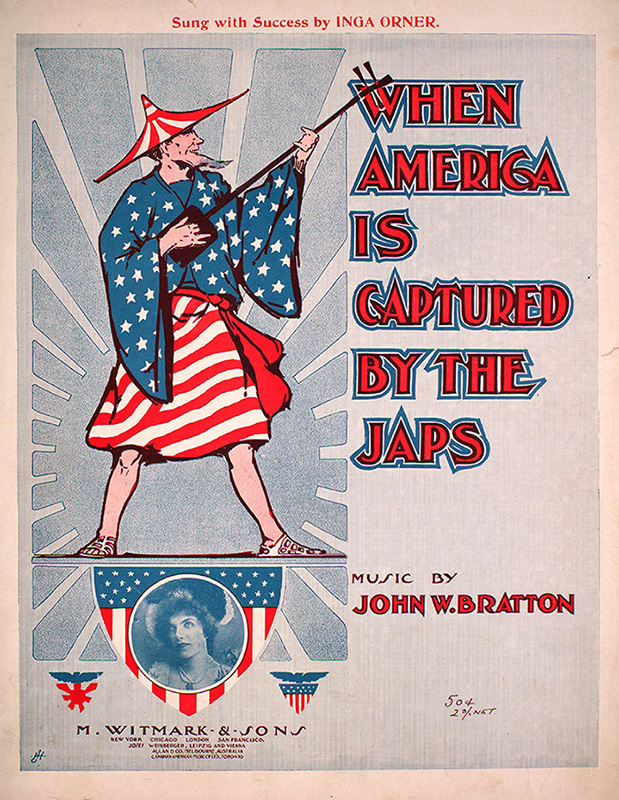
«Когда Америку захватят япошки»

В 1914—1917 гг. осуществила серию аудиозаписей для Columbia Records и Victor (с оркестрами компаний, дирижировали Розарио Бурдон, Эдвард Т. Кинг и др.) — ряд скандинавских народных песен и произведения скандинавских композиторов (Вальдемара Тране, Хальфдана Хьерульфа, Карла Вармута, Эдварда Грига, Кристиана Синдинга, Петера Хейзе, Эмиля Хорнемана, Пера Лассона), а также песню Айвора Новелло.
С 1926 г. жила в Калифорнии в городке Коронадо, где изредка выступала с камерными концертами. Похоронена на кладбище Greenwood Memorial Park в Сан-Диего.